# Bufonia perennis
Bufonia perennis là loài thực vật có hoa thuộc họ Cẩm chướng. Loài này được Pourr. mô tả khoa học đầu tiên năm 1788.